# Главы Ижевска
Список глав города Ижевск.

## 1-е секретари Ижевского горкома партии
- Соловьёв, Анатолий Васильевич (9 января 1932 — октябрь 1934) — отв. секретарь горрайкома; (октябрь 1934 — 17 мая 1937) — 1-й секретарь горкома.
- Берман, Борис Захарович (26 мая — 15 июля 1937).
- Барышников, Степан Павлович (15 июля 1937 — 3 июня 1938).
- Долгушев, Николай Васильевич (9 июня 1938 — 15 июля 1939).
- Киселёв, Василий Афанасьевич (19 июля 1939 — 6 марта 1940).
- Чекинов, Анатолий Петрович (9 марта 1940 — 20 ноября 1948).
- Лысов, Пётр Николаевич (21 ноября 1948 — 27 мая 1950).
- Силкин, Александр Степанович (29 мая 1950 — 26 сентября 1953).
- Ктитарев, Николай Иванович (27 сентября 1953 — 11 декабря 1957).
- Аверьянов, Михаил Иванович (12 декабря 1957 — ноябрь 1960).
- Пирогов, Сергей Васильевич (ноябрь 1960 — 26 октября 1963).
- Зыков, Михаил Ефимович (26 октября 1963 — 17 декабря 1985).
- Еговкин, Виктор Михайлович (17 декабря 1985 — 19 августа 1988).
- Сапожников, Николай Иванович (19 августа 1988 — октябрь 1990).
- Кузнецов, Михаил Иванович (политик) (октябрь 1990 — 23 августа 1991).

## Председатель горисполкома
- Шишкин, Борис Владимирович (1969—1980)
- Салтыков, Анатолий Иванович (1990 — апрель 1994)

## Председатель горсовета (1990—1993)
- Лялин, Вадим Евгеньевич (13 апреля 1990 — 22 ноября 1991)
- Балакин, Виктор Васильевич (26 ноября 1991 — 1994)

## Глава (местного самоуправления) муниципального образования "Город Ижевск" (1994—2010)
- Салтыков, Анатолий Иванович (10 апреля 1994 — 14 июня 2001)
- Балакин, Виктор Васильевич (21 октября 2001 — октябрь 2010)

## Глава администрации
- Салтыков, Анатолий Иванович (29 октября 1993 — 14 июня 2001)
- Балакин, Виктор Васильевич (15 июня 2001 — 26 октября 2005)
- Ушаков, Александр Александрович (10 октября 2010 — 8 октября 2015)
- Тюрин, Юрий Александрович (8 октября 2015 — 10 мая 2018)
- Бекмеметьев, Олег Николаевич (19 октября 2018 — 31 мая 2023)
- Чистяков, Дмитрий Александрович (с 7 сентября 2023)